# Gastersche Holt
Het Gastersche Holt is een klein bosperceel bij het Drentse dorp Gasteren. Het ligt aan de rand van de zuides van het dorp. Holt is de benaming voor de houtopstanden die al eeuwenlang voorzien in de houtbehoefte van de dorpsgemeenschap. Het Gastersche Holt behoort dan ook tot de oudste bosrelicten in Drenthe.

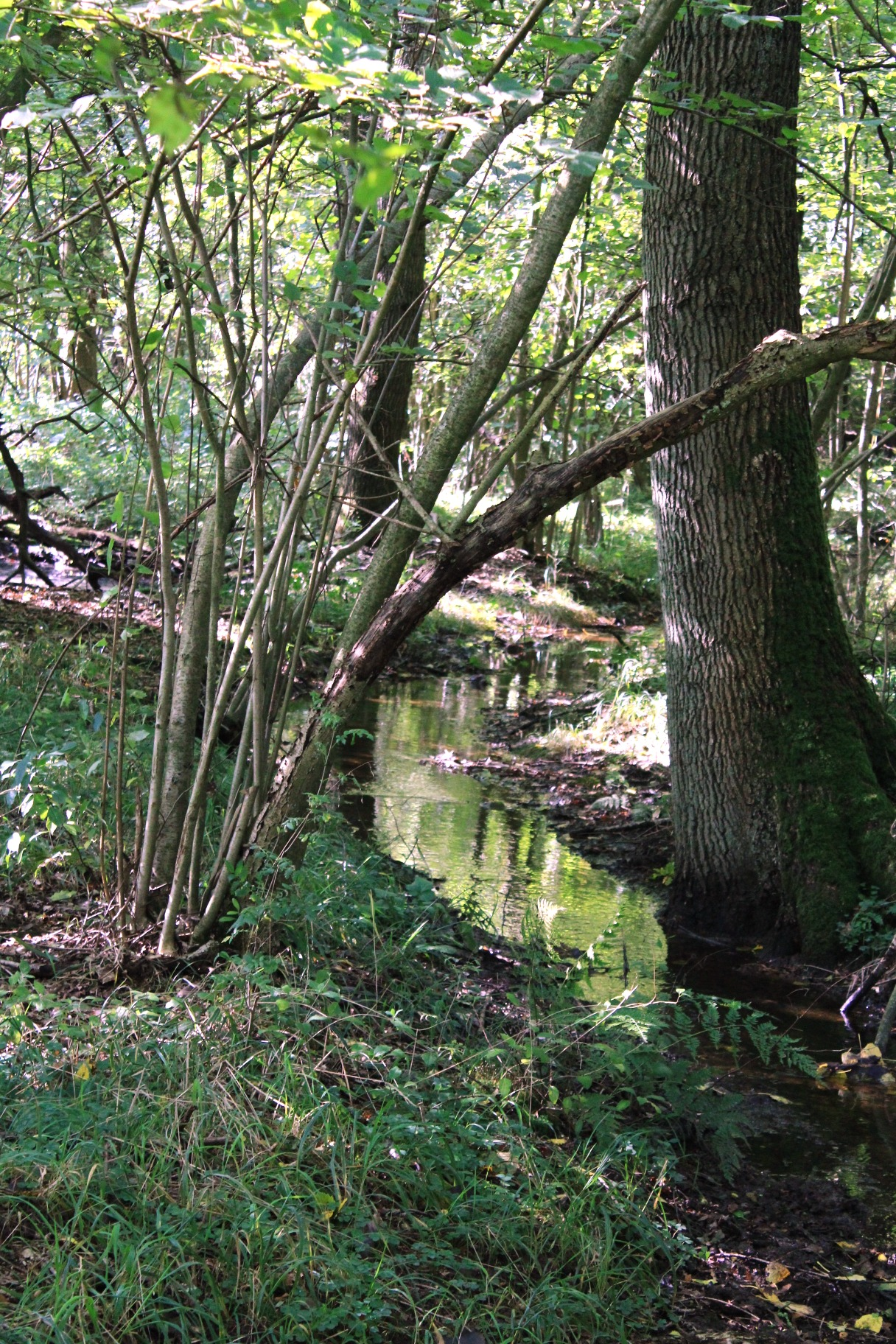
De beek na een regendag

Het Holt groeit op een bodem waar de potklei vrijwel aan de oppervlakte ligt. De potklei was een zeer gewild product voor de dorpsbewoners die het gebruikten voor de verharding van hun vloeren zodat deze geschikt werden om er op te dorsen. Gevolg daarvan was wel dat het bos achteruit ging. Oorspronkelijk bestond het Holt vooral uit gewone vogelkers en essenbos. Na de verdeling van de markegronden, halverwege de negentiende eeuw, werden langs de rand van de zuides eiken geplant als markering. 
In het Holt ontspringt een klein zijstroompje van het Gastersche Diep. Vanwege de potklei kan neerslag slecht in de bodem zakken. In de winter leidt dat tot een zichtbare beek, in de zomer staat de bedding meestal droog.
Hoewel het bos eigendom is van het Drents Landschap wordt het beheerd door Staatsbosbeheer. 